# チーム仙台活性化
チーム仙台活性化（チームせんだいかっせいか）は、仙台市を中心として活動を行っている任意団体である。
セミナー・講演や交流会の開催やマスコットキャラクター（杜の都のウンポポ）を通じた地域活性が主な活動である。特に、東北地方太平洋沖地震後は、杜の都のウンポポを復興キャラクターとし、復興関連のプロジェクトの応援活動を開始している。

## 特徴
チーム仙台活性化（通称：チーム仙台）は、地域活性の目的で2010年に結成された任意団体である。主な活動は、地域活性を目的としたセミナー・講演や交流会の開催であり、加えてマスコットキャラクターを通じて、文化や食の周知、福祉活動、イベントの広報等を行っている。（詳細は杜の都のウンポポの項を参照）
　なお、チーム仙台活性化の代表者である佐藤貴繁が杜の都のウンポポの生みの親であり、杜の都のウンポポの登録商標の版権はチーム仙台活性化が保有している（商願2010-67466）。

## 主な活動
- 2010年 3月29日、マツダミヒロ×高城永地×鶴岡秀子　講演会 （主催）[2]（2010年3月18日作製）
- 2010年 8月28日、「降りてゆく生き方」上映会（協力） [3]
- 2010年 9月25日、福島正伸×鶴岡秀子W講演会（共催） [4]（2010年5月31日作製）
- 2010年 10月17日、ドリームプランプレゼンテーション 仙台大会（協力） [5]
- 2010年 10月、伊達酒粕石鹸で宮城を元気プロジェクト開始

（2010年10月19日作製）
- 2011年 11月24日、和田裕美×高城永地 講演会（協力） [7]（2010年11月5日作製）
- 2011年 1月22日、望月俊孝講演会（主催） [8]（2010年11月21日作製）
- 東北地方太平洋沖地震後は、（杜の都のウンポポ）を復興キャラクターとし、復興関連のプロジェクトの応援活動を開始。
- 2012年3月、福島ひまわり里親プロジェクトを応援する「ひまわりウンポポ」（略称：ひまぽぽ）が誕生する[9]。
- 2012年6月、福島を応援するマスコットひまポポプロジェクトが開始される[10]。

## 伊達酒粕石鹸で宮城を元気プロジェクト
宮城を元気にしたい！という想いを皮切りに生まれた「伊達酒粕石鹸で宮城を元気プロジェクト」は、
- 環境にやさしい、愛する人のための手ねり石鹸を作りたい
- 酒を作る過程で出る酒粕利用によって、資源を有効利用したい
- ハンディキャップを持つ人々の暮らしを改善するための工賃アップに貢献したい
- 地元の産業を活性化したい

という想いからスタートした。現在は 勝山酒造、社会福祉法人はらから福祉会、チーム仙台活性化が参画している。